# Cyphon pilumnus
Cyphon pilumnus es una especie de coleóptero de la familia Scirtidae.

## Distribución geográfica
Habita en Sumatra (Indonesia).